# لحوم مزدوجة
لحوم مزدوجة هي تسمية فليبينية للحوم المأخوذة من حيوان مات من مرضًا ما. الطريقة المناسبة للتعامل مع جثث الخنازير المريضة هي الدفن أو الحرق. واللحم المذبوح بطريقة غير شرعية يُشار إليه على إنه لحم ساخن أو بوتشا.

## الوصف
اللحم الميت المزدوج عادة ما يكون شاحبا ذو لون رمادي ممزوج بالأخضر ولزج  وذو رائحة كريهة وبارد وهو علامة على أن هذا اللحم تم تجميده. كما أن سعره أقل عند مقارنته باللحم الطازج. استهلاك اللحم الساخن مخاطرة صحية قد تؤدي إلى الإسهال والتسمم الغذائي  مما أدى إلي الزيادة في مراقبة اللحم المزدوج خلال ديسمبر عام 2008 بسبب حادثة وجود ڤيرس إيبولا في أربع مزارع في بولاكان. كان هناك طلب متزايد على اللحم في هذا الوقت بمناسبة عيد الميلاد المجيد.